# Chaetodon pelewensis
Chaetodon pelewensis es una especie de pez mariposa del género Chaetodon. 
Es llamado pez mariposa atardecer por el color de su cuerpo: es de colores claros excepto en la parte trasera, con color anaranjado similar al de un sol poniéndose en el horizonte. Habita en la zona suroeste del Océano Pacífico, teniendo su hábitat en arrecifes coralinos o en las laderas de las rocas, a poco más de 30 metros.
- Datos: Q1054439
- Multimedia: Chaetodon pelewensis / Q1054439